# Vlietwijk (Voorschoten)
Vlietwijk is een wijk in Voorschoten. De wijk wordt aan de noordkant begrensd door de wijk Krimwijk, aan de oostkant door de Vliet, aan de zuidkant door de wijk Bijdorp en aan de westkant door de Leidseweg. Vanuit Vlietwijk is het mogelijk de Vliet over te steken via een fietsbrug naar het recreatiegebied Vlietland. Dit is de enige verbinding in de kern van Voorschoten over de Vliet.
De wijk werd voornamelijk aangelegd in de jaren zestig en bestaat voornamelijk uit gestapelde laagbouw en eengezinswoningen in rijtjes. Momenteel vindt er dorpsvernieuwing plaats. Een goed voorbeeld hier van is het Zuster Anna Lambooplantsoen, waar voorheen the RK Laurentiusschool stond.
De straatnamen zijn vooral genoemd naar wetenschappers (Einstein, van Leeuwenhoek, etc.) en schilders (Rembrandt, Frans Hals, etc).